# 华善 (石氏)
華善（17世纪？—1695年），瓜尔佳氏，漢軍正白旗人。忠勇伯石廷柱第三子。清朝軍事將領，官至定南將軍，和碩豫親王多鐸女婿。

## 生平
華善為豫親王多鐸女婿，授和碩額駙。吳三桂謀反時，擔任安南將軍，鎮守鎮江。之後命贊大將軍簡親王軍務，駐江寧。康熙十五年，改授平寇將軍。康熙十六年，簡親王進軍江西，命華善率所部跟從，以平寇將軍印，留付江寧副都統科爾擴岱。康熙十七年，授定南將軍，命守茶陵。吳三桂部隊強力進攻永興，康熙帝命簡親王進次茶陵，而令華善救永興。華善不敢前進，康熙帝因此指責，解將軍印，令從穆占自效。事平，論罪，康熙帝仍然寬恕。康熙三十四年，去世。

## 家庭
- 子石文炳，襲廷柱三等伯。累遷福州將軍。以華善老，召授正白旗漢軍都統。尋聞喪還京，卒於途[2]。石文炳一女石氏即允礽太子妃，另一女为允禑嫡福晋。
- 子佐领石文耀。其女石氏，嫁镶黄旗满洲鈕祜祿氏常亮（有两女鈕祜祿氏分别与镶黄旗满洲高鈺 (清朝)家族、镶黄旗满洲富察氏明瑞家族联姻）。
- 胞侄康熙十五年（1676年）丙辰科进士石文桂。
- 后代佛住，入隶正白旗满洲，袭三等子爵，成都八旗驻防副都统，嘉庆二年阵亡于四川东乡，授骑都尉并一等子，《國史列傳》有传；其父三泰，户部侍郎，殉难于叶尔羌。

## 生平
1. ↑  國立故宮博物院圖書文獻處清史館傳稿 ,701007444號
2. ↑  漢籍電子文獻資料庫-清史稿．列傳 ,254卷：華善，漢軍正白旗人。石廷柱第三子，為豫親王多鐸婿，授和碩額駙。三桂反，授安南將軍，守鎮江。尋命贊大將軍簡親王軍務，駐江寧。十五年，改授平寇將軍。十六年，簡親王進軍江西，命 華善 率所部從，以平寇將軍印留付江寧副都統科爾擴岱。十七年，授定南將軍，命守茶陵。三桂兵攻永興急，上命簡親王進次茶陵，而令 華善 救永興。 華善 不敢進，上切責之，解將軍印，令從穆占自效。事平，論罪，上命寬之。三十四年，卒。子石文炳，襲廷柱三等伯。累遷福州將軍。以 華善 老，召授正白旗漢軍都統。尋聞喪還京，卒於途。